# Leichte Infanterie (Sachsen)
Das 1. und 2. Regiment Leichte Infanterie wurde im Mai 1809 aus allen zum Scharfschützen ausgebildeten Infanteristen der sächsischen Armee zusammengestellt, damals noch in Bataillonsstärke.

## Organisation

### Unterstellung

#### 1809
- Grande Armée

- IX. Armeekorps (Sachsen)

- Sächsische Korps

#### 1811
- 2. Sächsische Division

- Brigade leichte Infanterie

- 1. Regiment Leichte Infanterie
- 2. Regiment Leichte Infanterie
- Jägerkorps

#### 1812
- Grande Armée

- VII. Armeekorps Graf Reynier (Sachsen)

- 1. Division General v. Le Coq

- 1. Regiment leichte Infanterie

- 2. Division General v. Gutschmid später General v. Funck

- 2. Regiment Leichte Infanterie

#### 1818
Halbbrigade Leichte Infanterie
- 1. Schützenbataillon
- 2. Schützenbataillon
- 3. Schützenbataillon

#### 1821–1853
- IX. Bundesarmeekorps

- Brigade Leichte Infanterie

- alle 3 Schützenbataillone

#### 1849–1853
2. Sächsische Division
- Halbbrigade Leichte Infanterie

Bei allen Übungen in dieser Zeit wurden die 4 Bataillone den 4 Infanterie-Brigaden unterstellt. Sie bildeten eine Spezialeinheit der Infanterie.

#### 1853–1866
- IX. Bundesarmeekorps

- Jägerbrigade

- alle 4 Jägerbataillone

#### 1866
Die Jägerbataillone werden im Deutschen Krieg jeweils einer Infanteriebrigade unterstellt.
- I. Bataillon    1. Infanterie-Brigade
- II. Bataillon    2. Infanterie-Brigade
- III. Bataillon    3. Infanterie-Brigade
- IV. Bataillon    4. (Leib-)Brigade

## Geschichte der Leichten Infanterie

### Garnison
I. Bataillon
| Ort     | Jahr          |
| ------- | ------------- |
| Döbeln  | Januar 1810   |
| Oschatz | Dezember 1818 |
| Dresden | 1829–1830     |
| Oschatz | 1831          |
| Leipzig | 1849          |

II. Bataillon
| Ort       | Jahr          |
| --------- | ------------- |
| Eilenburg | Januar 1810   |
| Leipzig   | Dezember 1818 |
| Dresden   | 1829–1830     |
| Leipzig   | 1831          |
| Oschatz   | 1849          |
| Leipzig   | 1850          |

III. Bataillon
| Ort     | Jahr |
| ------- | ---- |
| Wurzen  | 1819 |
| Dresden | 1849 |
| Wurzen  | 1850 |

IV. Bataillon
| Ort     | Jahr |
| ------- | ---- |
| Leipzig | 1849 |

### Aufstellung

#### 1793
Durch die Änderungen der Kriegsführung in Europa wurden ab 1793 in der Sächsischen Armee in jedem Regiment der Infanterie die besten Schützen zu Scharfschützen ausgebildet. Diese Soldaten sollten überall dort Verwendung finden, wo der einzelne Soldat selbstständig handeln muss.
Von jedem Bataillon wurde je 1 Offizier und 1 Trommler und von jeder Kompanie ein Unteroffizier und 8–10 Mann zur Spezialausbildung befohlen. Die Trommler wurden ab 1804 durch Hornisten ersetzt. Diese gaben ab dann die Signale für die Schützen im Gefecht.
Laut Reglement stellen die Schützen innerhalb eines Regimentes immer die Avantgarde sowie die Arrieregarde. Sie sollen mit ihrem schnellen Eingreifen und exzellenten Schießen das Aufmarschieren der Linieninfanterie und andere Bewegungen innerhalb des Verbandes abdecken.
Durch diese schwierigen Anforderungen an die Truppe konnten nur die körperlich kräftigsten und mutigsten Angehörigen der Sächsischen Infanterie zum Scharfschützen ausgebildet werden. Die Ausbildung war innerhalb der Truppe eine hohe Auszeichnung für den einzelnen Soldaten.

#### 1809
Im Rahmen des Feldzuges Napoleons gegen Österreich wurden im Mai des Jahres aus allen Scharfschützen der Infanterieregimenter zwei Bataillone Leichte Infanterie aufgestellt.

#### 1810
Durch 1683 Mann Abgaben von anderen Regimentern wurden aus den 2 Bataillonen 2 Regimenter Leichte Infanterie. Gemeinsam mit dem 1809 gegründeten Jägerkorps bildeten sie die Brigade Leichte Infanterie. Brigadekommandeur wurde der Generalmajor Sahrer von Sahr.

#### 1812–1815
Durch starke Verluste und fehlenden Ersatz wurden die Regimenter zweimal in Bataillone zurückformiert.

#### 1815
Die zwei Regimenter Leichte Infanterie wurden in Schützenbataillone umgewandelt. Aus dem Jägerkorps wurde das 3. Schützenbataillon gebildet. Alle drei Bataillone bildeten eine Halb-Brigade.

#### 1853
Im Jahre 1853 wurde eine Jägerbrigade mit vier Bataillonen gegründet.

#### 1867
Im Zuge der Eingliederung in den Norddeutschen Bund wurde die Halbbrigade leichte Infanterie aufgelöst. Jedes Bataillon formte aus Abgaben eine 5. Kompanie. Das Los entschied welche Kompanie des einzelnen Bataillons die neue Stammeinheit des I. Bataillon des Schützen-Füsilier-Regiment „Prinz Georg“ (Königlich Sächsisches) Nr. 108 bildete. Außerdem wurde aus dem 1. Bataillon das 1. Königlich Sächsisches Jäger-Bataillon Nr. 12, das 2. Bataillon bildete das II.Bataillon des Schützen-Regiments, das 3. Bataillon wurde zum 2. Königlich Sächsisches Jäger-Bataillon Nr. 13 und das 4. Bataillon wurde zum III. Bataillon des Schützen-Regiments.

#### Ende der Leichten Infanterie und Traditionsweitergabe
Die Geschichte der Leichten Infanterie als eigenständige Einheit ist mit dieser Umwandlung beendet. Die oben stehenden Jägerbataillone und das Schützen-Regiment Nr. 108 übernehmen die Tradition der Leichten Infanterie.

## Bewaffnung und Ausrüstung

### Uniform
Bei der Gründung der Leichten Infanterie waren die einzelnen Soldaten immer noch ihren Einheiten unterstellt und hatten darum die einzelnen Infanterieuniformen an. Nachdem die Schützenbataillone 1809 gegründet wurden und die Soldaten wieder in der Heimat ankamen, wurden sie komplett neu eingekleidet. Sie erhielten einen Grünen Rock mit schwarzem Kragen, außerdem wurde das Horn auf die Patrontaschen genäht.
Das Horn wurde ab 1824 auf dem Rockschoß getragen. 1822 fielen die Federstutze, das Wahrzeichen der Schützen, weg.
Die Gradabzeichen der Offiziere rückten 1832 vom Kragen auf die Epaulettes. Außerdem erhielten die Offiziere einen Grünen Überrock mit schwarzem Sammetkragen.
Die einzelnen Bataillone unterschieden sich durch die verschieden farbigen Patten auf dem Waffenrock, auch die Stirnbänder der Mützen trugen diese Bataillonsfarbe. 1838 wird auch das Stirnband der Feldmütze schwarz.
1835 erhält der Tschako seine Sonnendekoration.

### Offiziersbezeichnungen
1833 wurde die Bezeichnung der Offiziere verdeutscht. Aus dem Kapitän wird der Hauptmann. Aus dem Premierleutnant der Oberleutnant und aus dem Souslieutnant der Leutnant.

### Bewaffnung
Im Jahre 1820 werden die Schützen mit glatten Gewehren (Steinschlossgewehr) ausgerüstet. Diese sind nicht so präzise wie gezogene Büchsen, welche die Jäger bekamen, aber besser für den Bajonettangriff geeignet. Als Hauptwaffe galt noch immer das Seitengewehr und das Fechten war der wichtigste Ausbildungszweig der Schützen.
Viele Offiziere wurden an deutschen Fürstenhäusern als Fechtmeister eingestellt.
Ab 1838 wurden die Schützen mit Perkussionsgewehren ausgestattet. Auch hier wurde noch ein Bajonett aufgepflanzt.

## Kommandeure

### 1. Regiment

#### Kommandeure
| Dienstgrad | Name        | Datum     |
| ---------- | ----------- | --------- |
| Kapitän    | von Metzsch | 1809–1811 |
| General    | Le Coq      | 1811–1815 |

### 2. Regiment

#### Kommandeure
| Dienstgrad                      | Name            | Datum              |
| ------------------------------- | --------------- | ------------------ |
| Hauptmann später Oberstleutnant | von Edigy       | 1809–1812 gefallen |
| General                         | Sahrer von Sahr | 1812–1818          |

Von den einzelnen Schützenbataillonen ab 1818 sind kaum Kommandeure niedergeschrieben.

### Halbbrigade Leichte Infanterie
| Dienstgrad     | Name                | Datum |
| -------------- | ------------------- | ----- |
| Oberstleutnant | Bevilaqua           | 1819  |
| General        | von Le Coq          | 1825  |
| Oberstleutnant | von Leonhardt       | 1832  |
| Oberst         | von Buttlar         | 1845  |
| Oberst         | Schubauer           | 1848  |
| Oberst         | Freiherr von Wagner | 1866  |

## Feldzüge

### 1809
Die ersten Gefechte der Leichten Infanterieregimenter fanden im Feldzug gegen Österreich statt. Unter dem General von Gutschmid zeichneten sich die Bataillone bei den Gefechten von Linz und Neumarkt aus. Ein gefangen genommener feindlicher Führer schrieb: „Nicht wie Menschen, wie Rasende haben die Schützen bei Neumarkt gestürmt.“
Am Vorabend der Schlacht bei Wagram am 5. Juli 1809 finden wir die Schützenregimenter in der Avantgarde der Französischen Armee.
Das 1. Bataillon wurde der Französischen Division Dupas unterstellt und nahm am Sturm auf das Dorf Parbasdorf teil. Trotz starker Verluste konnte das Dorf nicht komplett besetzt werden und der Rückzug wurde befohlen.
Das 2. Bataillon griff mit der Division Zezschwitz von Raasdorf aus Wagram direkt an. Aber auch das Bataillon von Edigy musste sich wieder zurückziehen, weil die Franzosen dem Gegenangriff des Österreichischen Kaisers nicht standhielten.
Am Morgen des 6. Juli vereinigten sich die beiden Divisionen und griffen gemeinsam den Ort Raasdorf an, aber auch dieses Gefecht ging verloren, denn die Ordnung der Französischen Infanterie war mehr als ungenügend. Außerdem wichen die Franzosen auch hier zurück, sobald der Feind ernsthaft angriff. Im allgemeinen Rückzug erschien Napoleon mit frischen Truppen und entschied das Gefecht zu seinen Gunsten.
Am 11. Juli Gefecht bei Marchegg ohne nennenswerten Feindkontakt. Den größten Erfolg der sächsischen Armee in diesem Feldzug errang das 2. Bataillon in der Nähe des Städtchens Stampfen. Gemeinsam mit 2 Eskadronen Kavallerie wurde ein Karree gesprengt und 12 Offiziere und 340 Mann sowie 2 Kanonen und 1 Fahne erbeutet. Als Anerkennung für diese Leistung durfte das 2. Bataillon fortan in seinem Dienststempel eine Fahne und eine Kanone tragen.
Mit dieser Tat zeigten die Schützen außerdem ihrem König, dass sie als Eigenständige Einheit ihre Berechtigung in der neu strukturierten Sächsischen Armee hatten. Am 1. Oktober 1809 wurde auf Königlichen Erlass das 1. und 2. Bataillon Leichte Infanterie offiziell formiert.

#### Verluste
I. Bataillon
4 Offiziere 328 Mannschaften (Tod, Vermisst, Verwundet)
II.Bataillon
3 Offiziere 191 Mannschaften (Tod, Vermisst, Verwundet)

### Befreiungskriege (1812–1815)

#### 1812
Das VII. Armeekorps marschierte zu Beginn des Feldzuges gegen Russland in Richtung Lemberg. Napoleon wollte die Aufmerksamkeit der Russen auf ihren linken Flügel lenken, um dann auf seinem linken Flügel im Norden anzugreifen. Das erste Marschziel war Lublin. Nachdem die Täuschung der Russen nicht funktionierte und diese nicht auf die Finte Napoleons hereinfielen, musste das Korps zurück Richtung Warschau und dann zum Narew. Die Russen sammelten ihre Kräfte im Norden, um der drohenden Gefahr entgegenzutreten. Während die Sachsen Richtung Norden marschierten und versuchten, die Russen einzuholen, machten sie Bekanntschaft mit den reitenden Kosaken. Um dieser Bedrohung Herr zu werden, wurde die Kavallerie gemeinsam mit der leichten Infanterie als Avantgarde des VII. Korps eingesetzt.
Die als Vorhut des Korps geschlagenen Gefechte mit den Kosaken waren fast täglich und mit hohen Verlusten, auf beiden Seiten, verbunden.
Es galt die Vereinigung der russischen Armee in Wolhynien mit der aus der Moldau heranrückenden Armee zu verhindern. Das VII. Korps unter General Reynier wurde gegen die Armee von General Tormassow gesandt. Tormassows Armee bedrohte den Nachschubweg der Richtung Moskau marschierenden Grande Armée. Das VII. Korps war der russischen Armee zahlenmäßig unterlegen. Besonders die schwache Kavallerie machte den Sächsischen Truppen zu schaffen. Die Aufgaben der Kavallerie, z. B. die Flankendeckung und Vorhutarbeit, mussten die Schützen der Leichten Infanterie übernehmen. Ein kräfteraubender Alltag mit enormen Verlusten. Nachdem die Russen die sächsische Brigade von Krengel eingeschlossen und gefangen genommen hatten (Mitte Juli), zog sich Reynier mit seinem Korps nach Slonim zurück und vereinigte sich mit den Österreichern unter Schwarzenberg.
In den kommenden Monaten kämpften die Sachsen zusammen mit den Österreichern. Gemäß einem Befehl des Kaisers, wonach das VII. Korps gemeinsam mit den Österreichern die Russen zu schlagen habe, stellte man sich am 12. August trotz zahlenmäßiger Unterlegenheit und mit kaum vorhandener Kavallerie den Russen beim Dorf Gorodeczno zur Schlacht. Die Leichte Infanterie wurde als Voraustrupp und als Flankenwache eingesetzt. Es gelang der Armee Schwarzenberg unter dem Grafen Reynier, die Russen zu besiegen und sie zum Rückzug zu zwingen.
Dieser Sieg war für die Sachsen mit viel Blut erkämpft worden. Allein die Leichten Regimenter hatten 95 Tote und 444 Verwundete zu beklagen.
Nach diesem Sieg marschierte das Korps über Kobryn, Brest-Litowsk, Luboml auf Torczyn. Die Russen hatten sich in den Quellsümpfen des Prypjat verschanzt und machten Front gegen Sachsen und Österreicher. Da die Russen jedem stärkeren Gefecht aus dem Weg gingen, um Zeit zu gewinnen, damit der General Tschitschagow mit seiner 34.000 Mann starken Armee aus Moldawien herangezogen werden konnte, marschierte die Leichte mit dem Korps zum Styr. Mit der Überschreitung des Bugs versuchte Graf Reynier der Umfassung der Russen zu entgehen.
Da die Grande Armée des Kaisers Moskau am 19. Oktober, mit ¼ Stärke, wieder verließ, entschloss sich General Schwarzenberg den Bug wieder zu überqueren und den Rückzug der geschlagenen Armee Napoleons zu decken.
Bei Lesna kam es zu einem starken Gefecht mit den Russen, infolgedessen die ehemaligen Kommandeure der Schützen-Bataillone, Major v. Metzsch und Oberstleutnant v. Egidy fielen. Infolge dieses Verlustes gaben viele Schützen jede Deckung auf, überrannten den Feind und deckten so den Rückzug des Korps. Nach dem Übergang der Russen über den Bug zogen sie über Brest-Litowsk auf Warschau. Bei Biala stellte sich das 1. Regiment den anrückenden Russen. Gegen die Übermacht erkämpfte das Regiment einen kurzen Erfolg und nahm sogar ein russisches Geschütz samt Bedienungsmannschaft gefangen. Dennoch war die Verbindung zur Grande Armée komplett abgerissen.
Als die russische Armee Tschitschagows Richtung Osten abmarschierte, um der Hauptstreitmacht Napoleons in die Flanke zu fallen, versuchte das sächsische Korps den Gegner den Weg zu verlegen. In der Nähe von Wolkowysk errang das VII. Korps einen letzten Sieg, nach zweitägiger Schlacht nahmen sie über 8000 Russen gefangen.
Durch die starken Verluste der beiden Regimenter und dem fehlenden Ersatz aus der Heimat wurden sie im November 1812 zu zwei Bataillonen zusammengekürzt. Außerdem mussten alle sächs. Infanterieregimenter ihre besten Soldaten an die Leichten abgeben.

#### 1813
Im Januar des Jahres finden wir die Leichte Infanterie in der Gegend um Warschau. Im Frühjahr zogen die Reste des Sächsischen Korps Richtung Torgau um sich mit den, von General von Thielmann, neu ausgehobenen 8000 Mann zu verstärken. Die neu zusammengestellten Bataillone rückten auf Bautzen.
In der Schlacht bei Reichenbach, auf dem Töpferberg, standen die Leichten Bataillone gemeinsam mit dem Korps Reynier in der Avantgarde. Weitere Teilnahme an den Gefechten von Görlitz und Leupoldishain. Durch diese Siege verschaffte man sich Zeit und der Waffenstillstand von Breslau wurde für weitere Ausbildung und Beschaffung von Ersatz genutzt.
Während des Waffenstillstandes wechselten die Schweden und Österreicher die Seiten und bedrohten jetzt zusätzlich die Armee Napoleons. Die Sachsen sollten in der Mark Brandenburg gegen den Kronprinzen von Schweden, denselben Bernadotte, der sie in der Schlacht von Wagram geführt hatte, kämpfen.
Bei Großbeeren und Dennewitz wurden die Sachsen gemeinsam mit dem gesamten französischen Herr vernichtend geschlagen. Bei Dennewitz erlitt die Leichte Infanterie schwere Verluste 51 Tote und 133 Verwundete, außerdem fast 500 Gefangene.
Die Entscheidung sollte in der Völkerschlacht bei Leipzig fallen. Die einzigen Verluste, die die Leichte Infanterie erlitt, waren bei der Verteidigung von Paunsdorf. In diesem Ort hatte das VII. Korps biwakiert. Am 19. Oktober traten die sächsischen Teile des VII. Korps auf die Seite der Preußen.
Die Sachsen durften an keinem Gefecht gegen Franzosen teilnehmen. Die Leichte wurde bei der Belagerung von Torgau verwandt und vereitelte mehrere Ausfallversuche der Franzosen.

#### 1814
Die Leiche Infanterie nahm mit anderen sächsischen Truppen an der Belagerung von Antwerpen teil. Außerdem kämpfte man bei Maubeuge gegen die Franzosen.

#### 1815–1818
Als Teil der Okkupationsarmee in Frankreich stationiert.

### Schleswig-Holsteinischer Krieg (1848–1851)
Das 3. Schützenbataillon (Stammbataillon des 2. Königlich Sächsisches Jäger-Bataillon Nr. 13) und zwei Kompanien des 2. Bataillons (Stammbataillon des 1. Königlich Sächsisches Jäger-Bataillon Nr. 12) wurden zur Wahrung deutscher Interessen nach Schleswig entsandt.
Genauere Beschreibungen unter den einzelnen Bataillonen.

### Deutsch-Dänischer Krieg 1863–1864
Eine sächsische Brigade unter dem Oberbefehl des Generalmajors von Schimpf, mit ihr das 1. und 4. Jägerbataillon, zogen gemeinsam mit den Bundesgenossen nach Norden.
An den direkten Kämpfen mit den Dänen nahmen die Sachsen nicht teil. Nach einigen Erkundungsmissionen bei Friedrichstadt mussten die Jäger die holsteinische Küste bei Brunsbüttel bewachen. Ende März 1864 wurden die Sachsen an die Ostküste gegenüber von Fehrmann geschickt.
Die einzigen Schüsse der Sachsen fielen aus Artilleriegeschossen auf ein Kriegsschiff, welches sich dem Hafen von Neustadt näherte, aber schnell wieder abzog.
Im November zogen die Sachsen gen Heimat, ohne wirklich entscheidend mit in den Krieg eingewirkt zu haben.

### Deutscher Krieg 1866
Im Sommer 1866 wurde das sächsische Heer mobilgemacht. Das 1., 2., 3. Jägerbataillon bildeten gemeinsam mit dem 8. und 12. Infanterie-Bataillon die Avantgarde der Sachsen. Das 4. trat zu 4. (Leib)Brigade in das Gros der Armee.
Am 15. Juni erfolgte die Kriegserklärung an Sachsen und die Preußen überschritten die Grenzen. Da die Sachsen den Preußen weit unterlegen waren, zog man sich nach Böhmen zurück. Dort vereinigte man sich mit der Österreichischen Hauptstreitmacht.
Ab dem 25. Juni wurden den vier Infanterie-Brigaden je ein Jägerbataillon direkt unterstellt.
Alleine zu schwach, um sich der preußischen Elb-Armee unter Herwarth von Bittenfeld entgegenzustellen, räumte das Korps unter Kronprinz Albert Dresden. Nach dem Rückzug aus Sachsen nach Böhmen erreichte das sächsische Korps am 27. Juni die Vereinigung mit den Österreichern, um gemeinsam die Preußen anzugreifen.
Die Österreicher unter General Clam-Gallas hatten am 27. Juli das Gefecht bei Podol und am 28. Juli die Schlacht von Münchengrätz verloren und waren auf dem Rückzug hinter die Iser.
Am 29. Juni griff das Sächsische Korps unterstützend in das Gefecht bei Gitschin ein. Als Erstes wurde das Dorf Diletz angegriffen. Das 1. Bataillon drängte die Preußische Infanterie aus dem Dorfe, wurde aber durch seine schwarzen Uniformen von den Österreichern fälschlicherweise für Preußen gehalten und im Rücken beschossen. Nachdem das Bataillon Meldejäger zu den Österreichern schicke, wurde das Missverständnis aufgeklärt und der Angriff ging weiter. Trotz guten Gefechtsherganges mussten die Sachsen das Gefecht abbrechen.
Die 4. (Leib-)Brigade mit dem 4. Bataillon sollte Gitschin verteidigen, um den Rückzug zu decken. Gemeinsam mit dem 13. und 4. Bataillon gelang es, kurzfristig die Preußen aus Gitschin hinauszuwerfen. Am Abend griffen die Preußen das Dorf aber nochmals an und die gesamte Österreichisch-sächsische Armee war zum Rückzug gezwungen. Dieser wirkte anfänglich sehr unkontrolliert, erst als der Kommandeur der Leib-Brigade, Oberst Clemens Freiherr von Hausen, sich in den Weg stellte und nach Ordnung rief, konnte der Rückzug in geordneter Art und Weise vonstattengehen. Trotz des geordneten Rückzuges hatte das sächsische 1. Bataillon 29 Tote (1 Offizier), 60 Verwundete und 6 Gegangene zu beklagen. Am 30. Juni erreichte man Smidar und ging ins Biwak. Feldzeugmeister Benedek befahl seinem I. Korps dem Feind auszuweichen und sich auf Königgrätz zurückzuziehen.
Am 1. Juli hatten die Sachsen das Gelände westlich von Königgrätz erreicht, hier sollte am 3. Juli die Entscheidungsschlacht des Feldzuges stattfinden. Dem sächsischen Korps wurde von Benedek die linke Flanke zugewiesen, die Orte Problus und Nieder-Prim. Am Abend griff die Elbarmee, des Generals Herwarth von Bittenfeld an. Die 2. Brigade unter Oberst Hake hielt dem Angriff zwei Stunden stand, bis dieser leicht abebbte und die Preußen nur noch mit ihrer Artillerie feuerten. Der Kronprinz Albert erkannte, dass sein Korps nur eine Chance hat, wenn es dem preußischen Angriff zuvorkommt. Die Leib-Brigade erhielt den Befehl, die Fasanerie zu nehmen. Nachdem das 4. Bataillon unter Major Julius Carl Adolph von Schulz die Besatzung der Fasanerie unter genaues Feuer nahm, griffen die anderen Infanterieeinheiten der Brigade an und warfen die Preußen zurück. Nach diesem Sieg waren die Sachsen bestärkt in der Ansicht, den Krieg vielleicht doch noch zu gewinnen. Die preußische 30. Infanteriebrigade unter Generalmajor von Glasenapp bedrohte die Flanke der Sachsen, darauf wurde die österreichische Brigade Schulz zu dessen Schutz ausgesandt. Als der Kronprinz erkannte, wie stark der Angriff angesetzt war, schickte er auch die 2. Brigade zur Unterstützung. Als diese in Nieder-Prim ankamen, waren die Österreicher bereits geschlagen und auf ganzer Front auf dem Rückzug. Die Sachsen kamen zu spät und der Kronprinz gab den Befehl zum Rückzug nahe der Fasanerie.
Auch auf dem nördlichen Schlachtfeld hatte sich das Blatt gewendet. Die Österreicher waren nach dem Eingreifen der preußischen 2. Armee geschlagen. Der Schlüsselpunkt der Schlacht, der Ort Chlum, war in preußischer Hand. Der Kronprinz gab den Befehl zum kompletten Rückzug.
In dem kleinen Ort Problus standen seit dem Morgen die 3. Brigade mit dem 3. Jägerbataillon. Als die Preußen bemerkten, dass der Sieg ihnen zugewandt war, stürmten sie den Ort. Das 3. Bataillon hatte den Auftrag das Dorf so lange zu halten wie möglich, damit die Brigade abmarschieren kann. Bei diesem Gefecht verlor das 3. Bataillon 9 Offiziere und 120 Mannschaften an Toten und Verwundeten. Auch der Bataillonskommandeur, Oberstleutnant von der Mosel, und der Brigadekommandeur, Generalmajor Georg von Carlowitz, fielen in diesem Gefecht.
Das 1. Jäger-Bataillon unter Oberstlieutenant von Gustav Erwin Nehrhoff von Holderberg hatte den Auftrag, den Wald von Bor zu verteidigen. Nachdem die Preußen den Wald in der linken Flanke zu nehmen versuchten und das Bataillon ihn zäh verteidigte, kam der Befehl zum Rückzug. Die Jäger des 1. Bataillons waren die letzten, die das Schlachtfeld verließen. Bei Freihöfen trafen sie auf ihren Kronprinzen, welcher unerschrocken im Kugelhagel ausharrte und den Rückzug überwachte. Die 1. Jäger waren die Leibwache des Kronprinzen und brachten ihn sicher nach Pardubitz. Am Abend des Kampftages liegen das 1. in Pardubitz und das 2., 3., und 4. bei Neu-Königskrätz im Biwak.
Am 7. Juli wurde das sächsische Korps in Zwittau wieder vereinigt. Am 11. Juli wurde das Lager bei Olmütz erreicht. Hier waren über 120.000 Österreicher und die Reste des sächsischen Heeres versammelt.
Am 26. Juli unterzeichneten Österreich und Preußen einen Friedensvertrag. Die Verhandlungen um den Inhalt zogen sich noch bis in den Oktober hin. Österreich trat mit der Niederlage aus dem Deutschen Bund aus und Sachsen wurde verpflichtet dem Norddeutschen Bund beizutreten.
Im November marschierten die sächsischen Truppen zurück in die Heimat.

## Einsätze bei Unruhen in Sachsen

### 1830
Die Schützenbataillone wurden zur Beendigung der Unruhen in Dresden und dem Gebirge (Erzgebirge) entsandt. Der Gebrauch der Waffe gegen Zivilisten war untersagt.

### 1831
Das 2. Schützenbataillon wurde in Leipzig zur Niederschlagung eines Aufstandes gesandt.

### 1848
Teile der Schützenbataillone wurden zur Niederwerfung der Unruhen in Altenburg, Weimar, Rudolstadt und Jena ausgesandt.

### 1849
Niederschlagung des Maiaufstandes in Dresden

## Verweise